# Paepalanthus uncinatus
Paepalanthus uncinatus là một loài thực vật có hoa trong họ Eriocaulaceae. Loài này được Gardner mô tả khoa học đầu tiên năm 1843.